# Hirbishofen
Hirbishofen ist ein Gemeindeteil des Marktes Pfaffenhofen an der Roth im Landkreis Neu-Ulm im Westen des bayerischen Regierungsbezirks Schwaben.

## Lage
Das Dorf liegt im Leibital. Zur Mitte des Hauptortes sind es aus dem westlich gelegenen Gemeindeteil rund 3,5 Kilometer. Durch den Ort führt die Kreisstraße NU 3. Die Flur gehört zur Gemarkung Roth.

## Geschichte
Ein landwirtschaftlicher Weiler ist mit der damaligen Burg Hirbishofen 1263 erwähnt. Das Dorf gehört kirchlich zu Holzschwang und besteht heute aus zehn Häusern und dem Forsthaus. Kommunal gehörte der Ort seit dem 19. Jahrhundert zur Gemeinde Roth und wurde mit dieser am 1. Mai 1978 zum Abschluss der Gebietsreform in Bayern in den Markt Pfaffenhofen eingegliedert.